# Talghat Schailauow
Talghat Baqytbekuly Schailauow (kasachisch Талғат Бақытбекұлы Жайлауов, russisch Талгат Бакытбекович Жайлауов Talgat Bakytbekowitsch Schailauow; * 7. Juli 1985 in Ust-Kamenogorsk) ist ein kasachischer Eishockeyspieler, der seit 2020 beim HK Saryarka Karaganda in der kasachischen Eishockeyliga unter Vertrag steht.

## Karriere
Talghat Schailauow begann seine Karriere 2002 in der dritten russischen Liga bei der zweiten Mannschaft von Kaszink-Torpedo Ust-Kamenogorsk und spielte seitdem abwechselnd in der ersten und zweiten Mannschaft. 2005 und 2007, als er Torschützenkönig der dortigen Liga war, wurde er mit der Mannschaft aus dem kasachischen Norden kasachischer Landesmeister. 2007 wechselte der Stürmer zu Barys Astana, für den er in der Kontinentalen Hockey-Liga inzwischen bereits über 300 Spiele absolvierte. 2014 wurde er in das All-Star-Team der KHL gewählt.
Während der Saison 2016/17 wurde er hauptsächlich beim Kooperationspartner Torpedo Ust-Kamenogorsk eingesetzt, der mittlerweile in der zweitklassigen Wysschaja Hockey-Liga aktiv war. Nachdem er 2017/18 wieder vorwiegend bei Barys Astana in der KHL eingesetzt worden war, kehrte er für ein Jahr nach Ust-Kamenogorsk zurück. Anschließend spielte er wieder in Astana, wobei er vorwiegend für Nomad Nur-Sultan in der Wysschaja Hockey-Liga spielte und nur auf drei weitere KHL-Einsätze für Barys kam. Seit 2020 spielt er in der kasachischen Eishockeyliga beim HK Saryarka Karaganda.

### International
Für Kasachstan nahm Schailauow im Juniorenbereich an der Division I der U18-Junioren-Weltmeisterschaften 2001 und 2002, der Top-Division der U18-Junioren-Weltmeisterschaft 2003, sowie der Division I der U20-Junioren-Weltmeisterschaften 2002, 2004 und 2005 teil.
Im Seniorenbereich debütierte Schailauow bei der Weltmeisterschaft 2006, konnte aber den Abstieg seiner Mannschaft aus der Top-Division nicht verhindern. Nachdem der Wiederaufstieg im Folgejahr nicht gelungen war, dauerte es bis 2010, bis Schailauow wieder bei einer Weltmeisterschaft eingesetzt wurde. Die Kasachen – im Vorjahr wieder in die Top-Division zurückgekehrt – konnten aber auch diesmal die Klasse nicht halten. 2011 trug er mit drei Toren gegen Estland (1) und Litauen (2) zum sofortigen Wiederaufstieg bei. An der Entwicklung zur Fahrstuhlmannschaft konnte er aber auch nichts ändern, denn es folgten der abermalige Abstieg aus der Top-Division bei der WM 2012 und erneut die sofortige Rückkehr in das Oberhaus 2013, als Schailauow im alles entscheidenden letzten Spiel gegen Italien der wichtige Treffer zum 1:0 gelang. Auch 2014 konnte er den wiederholten Abstieg der Kasachen aus der Top-Division nicht vermeiden, trug aber 2015 als bester Torvorbereiter – gemeinsam mit den Ungarn Frank Banham und Andrew Sarauer – zum Wiederaufstieg bei und wurde zum besten Spieler seiner Mannschaft gewählt. Nach fünf Jahren Unterbrechung spielte Schailauow bei der Weltmeisterschaft 2019 erneut für Kasachstan in der Division I und erreichte erneut den Aufstieg in die Top-Division.
Bei den Winter-Asienspielen konnte er mit der kasachischen Mannschaft 2011 durch einen 4:1-Erfolg im letzten Spiel gegen Japan den Titel gewinnen, nachdem es vier Jahre zuvor gegen denselben Gegner noch eine 2:3-Niederlage und damit lediglich die Silbermedaille gegeben hatte. Zudem war er bei den Asien-Spielen 2011 auch jeweils bester Scorer (20 Punkte) und Vorlagengeber (15) des Turniers. Darüber hinaus vertrat er seine Farben bei den Qualifikationsturnieren für die Olympischen Winterspiele in Vancouver 2010, Sotschi 2014 und Peking 2022.

## Erfolge und Auszeichnungen
- 2005 Kasachischer Meister mit Kaszink-Torpedo Ust-Kamenogorsk
- 2007 Kasachischer Meister mit Kaszink-Torpedo Ust-Kamenogorsk
- 2007 Torschützenkönig der kasachischen Liga
- 2014 All-Star-Team der Kontinentalen Hockey-Liga

### International
- 2007 Silbermedaille bei den Winter-Asienspielen
- 2011 Goldmedaille bei den Winter-Asienspielen
- 2011 Topscorer der Winter-Asienspiele
- 2011 Bester Vorlagengeber der Winter-Asienspiele
- 2011 Aufstieg in die Top-Division bei der Weltmeisterschaft der Division I, Gruppe B
- 2013 Aufstieg in die Top-Division bei der Weltmeisterschaft der Division I, Gruppe A
- 2015 Aufstieg in die Top-Division bei der Weltmeisterschaft der Division I, Gruppe A
- 2019 Aufstieg in die Top-Division bei der Weltmeisterschaft der Division I, Gruppe A

## KHL-Statistik
(Stand: Ende der Saison 2017/18)